# Estación de Bierset-Awans
La estación de Bierset-Awans es una estación de tren belga situada en Ans, en la provincia de Lieja, región Valona.
Pertenece a la línea  de S-Trein Lieja.

## Situación ferroviaria
La estación se encuentra en la línea 36 (Bruselas-Lieja).

## Intermodalidad
| Línea | Procedencia     | Parada                | Destino                    |
| ----- | --------------- | --------------------- | -------------------------- |
| 475   | BIERSET Village | AWANS Atelier Brouhon | FIZE-LE-MARSAL École Libre |